# Oblężenie Rawenny
Oblężenie Rawenny – oblężenie, które miało miejsce w latach 491–493 w trakcie walk Ostrogotów pod wodzą Teodoryka Wielkiego z Odoakrem. 
Po długotrwałych walkach toczonych przez Odoakra, (króla Italii -rex italiae) przeciwko Ostrogotom pod wodzą Teodoryka Wielkiego, w roku 491 doszło do dwuletniego oblężenia Rawenny, a także próby militarnego jego zakończenia w okolicy miasta, zakończonego niepowodzeniem.
Po dwóch latach oblężenia miasta przez Ostrogotów, panujący w Rawennie głód zmusił w końcu Odoakra do podjęcia rozmów z Teodorykiem. Przyczyniła się do tego w znacznym stopniu blokada portu, z którego dostarczano do miasta żywność. Dnia 25 lutego Odoaker zgodził się na ustępstwa. Ponieważ obie strony poniosły ciężkie straty Teodoryk przyjął propozycje biskupa Jana z Rawenny, która zakładała rządy w Italii równocześnie przez obu władców. Układ zatwierdzono w dniu 27 lutego 493 r. Jednak już dziesięć dni po wkroczeniu Ostrogotów do Rawenny Teoderyk zgładził Odoakra podczas spotkania pojednawczego, ogłaszając się jedynym władcą. Pod jego rządami do Italii po 90 latach wojen powrócił pokój. 